# Aegle (planetka)
(96) Aegle je asteroid a jmenovec rodiny planetek Aegle, který se nachází ve vnějších oblastech hlavního pásu planetek a má průměr přibližně 170 km. Byl objeven dne 17. února 1868 francouzským astronomem Jérômem E. Coggiou na observatoři v Marseille. Planetka má periodou rotace 13,8 hodiny a byla několikrát pozorována při zákrytech hvězd. Je příkladem vzácného typu planetek T, kam se řadí planetky hlavního pásu neznámého složení s tmavým červeným elektromagnetickým spektrem a absorpcí 0,85 μm. Pojmenována je po Aegle, jedné z Hesperidek (večerních nymf) z řecké mytologie.

## Fyzikální charakter
Jak v Tholenově klasifikaci, tak v klasifikaci SMASS a v taxonomii Bus-DeMeo je Aegle vzácnou bezvodou planetkou typu T, zatímco celkový spektrální typ pro rodinu Aegle je typicky C a X. 

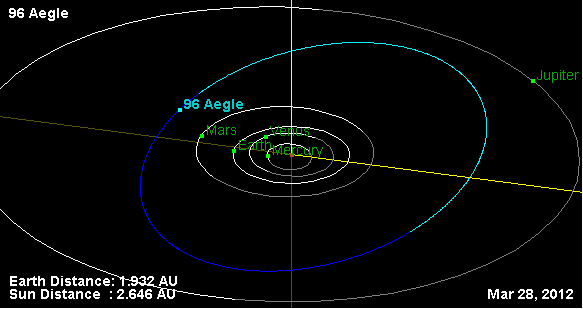
Dráha a poloha planetky Aegle v březnu 2012

### Oběžná doba a dráha

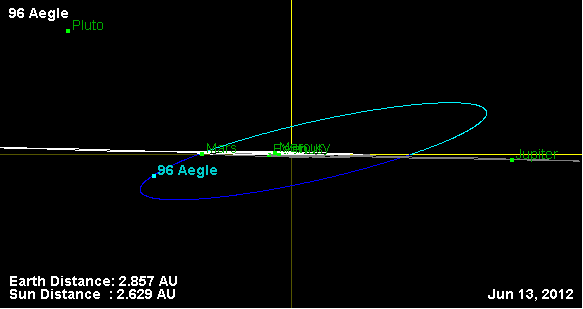
Dráha a poloha planetky Aegle v červnu 2012

Planetka oběhne Slunce jednou za 5,33 roku, tedy cca 5 let a 4 měsíce. Sklon dráhy k ekliptice je cca 16°.

### Perioda rotace
Fotometrická pozorování planetky americkým fotometristou Frederickem Pilcherem z jeho observatoře Organ Mesa (G50) v Novém Mexiku v letech 2016-17 ukázala nepravidelnou světelnou křivku se synodickou periodou rotace 13,868 hodiny a amplitudou magnitudy 0,11.
Tento výsledek je ve shodě se dvěma předchozími pozorováními R. Stephense, C. Cavadora a P. Antoniniho, kteří naměřili periodu 13,82 hodiny a variaci jasnosti 0,12, resp. 0,05. Další rotační křivky získané Alanem Harrisem (10 h; 1980), italskými (10,47 h; 2000) a švýcarsko-francouzskými astronomy (13,82 h; 2005) a na Colgate University (26,53 h; 2001) jsou nekvalitní.

### Průměr a albedo
Podle průzkumů provedených infračervenou astronomickou družicí IRAS, japonskou družicí Akari a teleskopem WISE měří Aegle v průměru 156 až 178 km a její povrch má nízké albedo v rozmezí 0,048 až 0,056. Collaborative Asteroid Lightcurve Link předpokládá albedo 0,058 a vypočítává průměr 162,85 kilometrů na základě absolutní magnitudy 7,65. Její odhadovaná hmotnost činí (6,48±6,26)×1018 kg s hustotou 2,61±2,53 g/cm3.

### Zákryty hvězd
Planetka byla několikrát pozorována, jak zakrývá určité hvězdy. Dne 5. ledna 2010 zakryla hvězdu TYC 0572-01644-1 při pohledu z Ibaraki v Japonsku a umožnila tak vědcům určit průměr na 178,7 × 148,3 km. 18. února 2002 zase na Novém Zélandu zakryla hvězdu TYC 7299-00684 v souhvězdí Kentaura na dobu přibližně 12,7 sekundy, během níž se dal očekávat pokles její magnitudy o 2,1.